# Tolcapone
Il tolcapone è un composto chimico di formula {\displaystyle {\ce {C14H11NO5}}} che in condizioni normali si presenta come un solido cristallino di colore giallo, inodore e non igroscopico.

## Storia
Tolcapone è un farmaco a piccole molecole con una fase di prova clinica massima di IV che è stata approvata per la prima volta nel 1997.

## Caratteristiche strutturali e fisiche
Il tolcapone è benzofenone sostituito su uno degli anelli fenilici in C3 e C4 da gruppi idrossilici e in C5 da un gruppo nitroso, mentre sull'altro anello fenilico è presente un gruppo metilico in C4. È membro dei benzofenoni, dei 2-nitrofenoli e dei catecoli.
| N. di atomi pesanti                  | 20              |
| N. di donatori di legami a idrogeno  | 2               |
| N. di accettori di legami a idrogeno | 5               |
| N. di legami ruotabili               | 2               |
| Massa monoistopica                   | 273,06372245 u  |
| Superficie polare                    | 103 Å²          |
| Sezione d'urto                       | 162,8 Å² [M-H]- |

## Reattività e caratteristiche chimiche

### Spettri analitici
- 1D NMR[7]
- 13C NMR[8]
- GC-MS[9]
- MS-MS[2]
- LC-MS[10]

## Farmacologia e tossicologia

### Farmacocinetica
Dopo somministrazione orale il farmaco è rapidamente assorbito (Tmax ~ 2 ore) con una biodisponibilità assoluta pari al 65%. La farmacocinetica è lineare nell'intervallo di dose di 50 mg a 400 mg, indipendente dalla cosomministrazione di L-DOPA/Carbidopa. L'emivita di eliminazione è da 2 a 3 ore e non c'è un accumulo significativo. Con un dosaggio di TID di 100 mg o 200 mg, Cmax è circa 3 µg/mL e 6 µg/mL, rispettivamente.
L'assunzione di cibo entro 1 ora prima e 2 ore dopo la somministrazione del farmaco ne diminuisce la biodisponibilità relativa dal 10% al 20%. Il volume di distribuzione allo stato stazionario è piccolo (9 l). Il tolcapone non si distribuisce ampiamente nei tessuti a causa del suo elevato legame con le proteine plasmatiche (> 99,9% nell'intervallo di concentrazione da 0,32 a 210 µg/mL). Esperimenti in vitro hanno dimostrato che il tolcapone si lega principalmente all'albumina sierica. Il tolcapone viene quasi completamente metabolizzato prima dell'escrezione, con solo una quantità molto piccola (0,5% della dose) ritrovata in forma invariata nelle urine. La principale via metabolica è la glucuronidazione. Il glucuronide coniugato è inattivo. Inoltre, il composto viene metilato dalla COMT a 3-O-metil-tolcapone.
Il tolcapone è metabolizzato a un alcol primario per idrossilazione del gruppo metilico, che viene successivamente ossidato ad acido carbossilico. Esperimenti in vitro suggeriscono che l'ossidazione possa essere catalizzata dal citocromo P450 3A4 e P450 2A6. La riduzione ad un'ammina e la successiva N-acetilazione avvengono solo in misura minore. Dopo la somministrazione orale di una dose di tolcapone marcata con 14C, il 60% del materiale marcato viene escreto nelle urine e il 40% nelle feci. Il tolcapone è un farmaco a basso rapporto di estrazione (0,15) con una clearance sistemica moderata di circa 7 L/h.

### Farmacodinamica
È un inibitore della catecolo O-metiltransferasi (COMT). Tolcapone inibisce in modo selettivo e reversibile COMT, un enzima che partecipa al catabolismo dei catecoli biologicamente attivi e dei loro metaboliti idrossilati trasferendo il gruppo metile di s-adenosil-L-metionina nel gruppo fenolico di substrati contenenti catecolo. I livelli plasmatici di 3-OMD vengono notevolmente ridotti in maniera dose-dipendente.
Gli studi su volontari sani hanno dimostrato che tolcapone inibisce reversibilmente l'attività della COMT eritrocitaria dopo somministrazione orale. L'inibizione è strettamente correlata alle concentrazioni plasmatiche di tolcapone. Con 200 mg dose singola, la massima inibizione dell'attività enzimatica è mediamente superiore dell'80%. A seguito di somministrazione multipla del farmaco (200 mg TID), l'inibizione della COMT eritrocitaria ad alte concentrazioni vanno dal 30% al 45%.

### Effetti del composto e usi clinici
Viene utilizzato nel trattamento della malattia di Parkinson in combinazione con L_DOPA e carbidopa. Questo farmaco è generalmente riservato ai pazienti con sindrome parkinsoniana che ricevono L-DOPA/carbidopa che presentano fluttuazioni dei sintomi e non rispondono adeguatamente o non sono candidati per altre terapie aggiuntive.

### Controindicazioni ed effetti collaterali
Il tolcapone è controindicato nei pazienti con malattie epatiche, nei pazienti che sono stati sospesi dal trattamento a causa di evidenze di danno epatocellulare indotto o che hanno dimostrato ipersensibilità al farmaco o ai suoi ingredienti. È inoltre controindicato nei pazienti con una storia di rabdomiolisi non traumatica o iperpiressia e confusione possibilmente correlate all'assunzione di farmaci. Gli effetti collaterali includono: nausea, diarrea, ipotensione ortostatica, scolorimento delle urine e vertigini.

### Tossicologia
Il tolcapone è stato associato ad aumenti di enzimi sierici durante il trattamento e con diversi casi di lesioni epatiche acute clinicamente evidenti, che possono essere gravi e persino fatali. Al momento non esiste un antidoto o un trattamento per il sovradosaggio di tolcapone. Se un paziente sperimenta epatotossicità mentre in terapia con tolcapone, la terapia deve essere sospesa. Il meccanismo di tossicità epatica sembra verificarsi nel percorso del metabolismo di Tolcapone durante il quale può formarsi un intermedio tossico. L'epatossicità del tolcapone può essere attribuita a livelli elevati di transminasi, ma gli studi hanno dimostrato che esiste un rischio minimo per quelli senza condizioni epatiche preesistenti quando i loro livelli enzimatici venivano monitorati.
Nessun meccanismo chiaro è implicato nella tossicità epatica indotta da tolcapone, ma è stato ipotizzato che abbia qualcosa a che fare con la respirazione mitocondriale anormale a causa del disaccoppiamento della fosforilazione ossidativa.La discinesia si verifica perché la somministrazione di tolcapone provoca l'accumulo del donatore di metil S-adenosil-L-metionina (SAM) nello striato che induce i sintomi della malattia di Parkinson.

### Interazioni
Quando viene somministrato insieme a L-DOPA/Carbidopa, aumenta l'AUC di L-DOPA di circa due volte. Ciò è dovuto a una diminuzione della clearance di L-DOPA con conseguente prolungamento dell'emivita di eliminazione dell' L-DOPA da circa 2 ore a 3,5 ore. Generalmente, la Cmax e il Tmax di L-DOPA non vengono influenzati. Studi su volontari sani e pazienti con malattia di Parkinson lo hanno confermato. L'effetto massimo si verifica con tolcapone da 100 mg a 200 mg.
Se somministrato in combinazione con un inibitore periferico della DOPA decarbossilasi e la levodopa, il tolcapone può prevenire il metabolismo della L-DOPA a 3-metossi-4-idrossi-l-fenilalanina (3-OMD) nel cervello  che porta all'aumento della biodisponibilità e migliora il trasporto della stessa al sistema nervoso centrale.
Sebbene il tolcapone sia altamente legato alle proteine, studi in vitro hanno dimostrato che, a una concentrazione di 50 µg/mL, il tolcapone non ha sostituito altri farmaci altamente legati alle proteine dai loro siti di legame a concentrazioni terapeutiche. Gli esperimenti hanno incluso warfarin (0,5-7,2 µg/mL), fenitoina (4,0-38,7 µg/mL), tolbutamide (24,5-96,1 µg/mL) e digitossina (9,0-27,0 µg/mL).
Il composto può influenzare la farmacocinetica dei farmaci metabolizzati dalla COMT. Tuttavia, non sono stati osservati effetti sulla farmacocinetica della carbidopa. L'effetto sulla farmacocinetica di altri farmaci di questa classe, come α-metildopa, dobutamina, apomorfina e isoproterenolo, non è stato valutato. Si dovrebbe comunque considerare una riduzione della dose di tali composti quando vengono co-somministrati con il tolcapone.
Sono stati condotti esperimenti in vitro per valutare il potenziale del composto di interagire con gli isoenzimi del citocromo P450, ma non sono state osservate interazioni rilevanti con i substrati per CYP2A6 (coumadin), CYP1A2 (caffeina), CYP3A4 (midazolam, terfenadina, ciclosporina), CYPC19 (S-mefenitoina) e CYP2D6 (desipramina). L'assenza di un'interazione con la desipramina è stata confermata anche in uno studio in vivo, in cui il tolcapone non ha modificato la farmacocinetica della stessa.